# Феофанов, Дмитрий Николаевич
Дмитрий Николаевич Феофанов (англ. Dmitry Feofanov; род. 12 января 1957, Москва) — американский пианист и музыковед российского происхождения.

## Биография
Окончил Академическое музыкальное училище при Московской консерватории (1976). В 1978 г. эмигрировал в США, где получил диплом магистра музыки в Иллинойсском университете (1981). Некоторое время преподавал историю музыки в Университете Кентукки. В 1984 году опубликовал сборник «Редкие шедевры русской фортепианной музыки» (англ. Rare masterpieces of Russian piano music) с произведениями Гесслера, Глинки, Грибоедова, Балакирева, Калинникова, Лядова, Глазунова, Танеева, Метнера и Шлёцера.
В дальнейшем отказался от музыки как основной карьеры и предпочёл карьеру юриста, окончив школу права в составе Иллинойсского технологического института. С 1994 года практикует как юрист, специализируясь в области так называемого «лимонного права» (англ. lemon laws) — компенсаций потребителям некачественно функционирующей техники, особенно автомобилей. Как юрист оказался в 2011 году в центре скандала: противник Феофанова в суде обвинил его в том, что он использует свою молодую красавицу-жену в роли ассистента для того, чтобы её красота отвлекала участников процесса от сути дела.
Одновременно с юридической практикой Феофанов продолжает выступать как музыкант и музыковед. В 1995 г. он записал для лейбла Naxos альбом произведений Шарля Валантена Алькана (дирижёр Роберт Станковский); некоторые позднейшие выступления Феофанова как пианиста проходили под псевдонимом Витлаус фон Хорн (нем. Vitlaus von Horn) — утверждается, в частности, что он впервые исполнил цикл из 360 прелюдий И. В. Гесслера.
В 1989 году вместе с Алланом Хо из Университета Южного Иллинойса опубликовал «Биографический словарь русских и советских композиторов» (англ. Biographical Disctionary of Russian/Soviet Composers). Наибольшую известность принесла Феофанову и Хо книга «Переосмысливая Шостаковича» (англ. Shostakovich Reconsidered; 1999), посвящённая доказательству того, что опубликованная Соломоном Волковым запись его бесед с Дмитрием Шостаковичем не является подделкой, вопреки доминирующему в профессиональном музыковедении мнению. Авторы этой книги, по мнению критики, «выбирают сомнительные средства» и «действуют вполне советскими методами». Полин Фейрклаф отмечает, что после того, как Лорел Фей опубликовала статью о сомнительности «Свидетельств» Соломона Волкова, организованный небольшой группой музыкальных журналистов поток грязи в её адрес, в основном инспирированный Феофановым и Алланом Хо, был абсолютно беспрецедентен для западного музыковедения.